# Американская миссия Красного Креста в России
Миссия Американского Красного Креста — специальная дипломатическая миссия, направленная американским правительством в Россию во время революции 1917 года.

## История
Сотрудники Американского Красного Креста работали в России в 1915-1920 годах, во время первой мировой и гражданской войн. До вступления США в первую мировую войну в 1917, отправка медицинских работников в страны Антанты было формой поддержки военных усилий будущих союзников, а также служила как канал неофициальной дипломатии.
В июне 1917 в Россию была отправлена специальная миссия АКК. Миссию возглавлял Фрэнк Биллингс, чикагский врач, промышленник и финансист. Другим важным деятелем был полковник Уильям Томпсон, директор Федерального банка США в Нью-Йорке, в значительной степени финансировавший миссию из своих собственных средств. Миссия имела полуофициальный характер. Сотрудники миссии считались офицерами резерва. Миссия обменивалась информацией с американским посольством в России и американской военной миссией. Кроме миссии АКК в Россию приблизительно в то же время были направлены специальная миссия госсекретаря Элиу Рута и железнодорожная миссия возглавляемая инженером Джоном Стивенсом.
В ноябре 1917 Томпсон покинул Россию с частью сотрудников, оставив во главе американского красного креста в России полковника Раймонда Роббинса, через которого поддерживались неофициальные контакты американского правительства с большевиками.
21 декабря 1917 большевиками, при попытке вывезти из Петрограда автомобили были арестованы сотрудники АКК, американские офицеры Андерсон, Перкинс и русские офицеры Калпашников и Верблюнский. Их обвинили в том, что они, собирались доставить автомобили на Дон, к атаману Каледину, тем самым поддерживая контрреволюцию. После длительных переговоров арестованные были освобождены.

## Состав миссии
По сообщению газеты New York Times от 2 июля 1917 года в состав миссии входили:
1. Фрэнк, Биллингс (Frank Billings) — глава миссии, профессор медицины в Чикагском университете
2. Томпсон, Уильям Бойс (William Boyce Thompson) — директор Федерального банка США в Нью-Йорке.
3. Раймонд Роббинс (Raymond Robbins)
4. Маккарти, Д.Дж. (J.D. McCarthy) — научный работник в Филадельфийском институте Фиппса по изучению и предотвращению туберкулеза
5. Уипл, Джордж (George C. Whipple) — профессор санитарии Гарвардского университета.
6. Тэйер, Уильям (Willian S. Thayer) — профессор медицины в Университете Джонса Гопкинса
7. Уинслоу, К.Э.А. (C.E.A. Winslow) — профессор бактериологии и гигиены в Йельской медицинской школе
8. Пост, Уилбур (Wilbur E. Post) — профессор медицины в медицинском колледже Раша
9. Свифт, Гарольд (Harold H. Swift) — консервная компания Swift&Co
10. Шерман, Генри (Henry C. Sherman) — профессор пищевой химии в Колумбийском университете
11. Хорн, Генри (Henry J. Horn) — бывший вице-президент New Haven Railroad
12. Уайтмен, Оррин — профессор клинической медицины из Нью-йоркского госпиталя
13. Гроу, Малколм — врач, из резерва медицинских офицеров армии США

### Сотрудники АКК в Сибири
- Д-р Манже — главный уполномоченный Американского Красного Креста в Сибири[4]
- Райли, Аллен
- Ханна Брайан Кэмпбелл
- Бёрл Брэмхолл
- Эверсол
- H.C. Woods
- W.T. Barger
- Sutelins
- Flance Farmer
- Куук
- Miss Stacy Snow — стенографистка и секретарь Аллена
- Штрааль Альфред — повар (бывший пленный австриец)

### Другие сотрудники миссии
- Джон Рид — автор брошюр «Десять дней, которые потрясли мир», «Восставшая Мексика», участник штурма Зимнего дворца, сотрудник журнала «Метрополитэн», контролируемого Джоном Морганом.

- Итин, Вивиан Азарьевич. Летом 1918 года Итин поехал в Уфу, устроился переводчиком в американскую миссию Красного Креста и отправился с сотрудниками миссии в Сибирь. Оказавшись в районе боевых действий, бросил американцев и прибился к Красной Армии, вскоре став, благодаря незаконченному юридическому образованию, членом революционного трибунала, расстрелян (1938, шпионаж), реабилитирован (1956).